# Mitzic
Mitzic – miasto w Gabonie, w prowincji Woleu-Ntem. Miasto według spisu z 1993 roku liczyło 2820 mieszkańców, według szacunków na 2008 rok liczy ok. 4793 mieszkańców.